# Буховские
Буховские (пол. Buchowski) — древний шляхетский род (из под Мостис), герба Драг — Сас из Перемышльского повета. Род происходит от Стефана Рыботицкого графа Венгрина герба Сас. Через своего родоначальника является родственным родам: Рыботицких, Берестянских, Бисковских, Волосецким и Губицким.

## Происхождение фамилии
Буховские пошли от старшего из четырёх сыновей Станка Рыботицкого — Ивана, который приходился внуком графу Стефану Рыботицкому герба Сас. По разделу 1443 г. Ивану достались часть Угольников, Буховичи и Тухолковичи. Последние два села находились в 30 км от родового села (между Баличами и Пникутом, на одном из левых притоков р. Вишня). От названия перешедших в 1443 году села Буховичи, Иван берет фамилию и становится первым в роде Буховским. От брата Ивана — Александра, берет своё начало род Губицких, так же, после раздела 1443 года.

## Род в XV — начале XVI столетия
У умершего в 1458 или 1459 г. Ивана Рыботицкого было четверо сыновей: Грицко, Богдан, Иванко (Ян) и Андрей. Получивший в 1461 г. 100 гривен приданого за дочерью Яна Голамбека Зимноводского Софией Грицко умер бездетным в 1467 или 1468 году, не имели детей и Богдан с Андреем. В ноябре 1468 г. единственный оставшийся в живых Буховский — Ивашко, он уступает половину дединичных владений сестрам Машке — вдове Лацка Рогожинского, Духне — супруге Прокопа Кощея (1460 г.) и племяннице Федьке — дочери Самборского шляхтича Яцка Корноловского. Уступленные части Буховичей и Тухолковичей Ивашко выкупил в 1485 году. Его четвёртая сестра Федька — жена Грицка Бориславского (1460 г.), по-видимому умерла бездетной. Пятая сестра, Елена, в 1469 г. с 40 гривнами приданого вышла за Станислава Мжуровского из Стрельчиц. Характерные имена и родственные связи указывают на то, что старшие дети родоначальника Буховских родились православными. Ивашко летом 1473 г. получил 100 гривен приданого за дочерью галицкого шляхтича Миколая Чернейовского — Маргаритой, а умер в 90-е годы. Державшая Буховичи в венной записи Маргарита не позднее 1504 г. вышла за галицкого шляхтича Миколая Колачковского, который и заплатил в 1508 г. с 5-ланного села 1,25 гривны налогов. У Ивашка — Яна Буховского было четверо сыновей: Иван(Ян), Станислав, Александр и Андрей, и трое дочерей: Екатерина — жена Андрея Ваповского (1497 г.), Ядвига — супруга Яна Островского (1502 г.) и Елизавета — жена галицкого шляхтича Яна Кунашевского (1504 г.). Андрей умер на рубеже XV—XVI вв., виной тому возможно, была война с Молдавией. Иван в 1508 г. заплатил 20 грошей налогов с части Угольников. Станислав в мае 1502 г. в счет 100-гривенного приданого за Барбарой Бирецкой — Гумницкой получил право въезда в половину Липы, с которой и заплатил 1 гривну 13 грошей налогов. На 29 грошей с Тулховичей раскошелился Леонард Лодзинский — возможно, бывший вассал Рыботицких из освобожденной от налогов Лодзинки.

## Упоминание о роде в гербовниках
Наиболее подробный материал о роде Буховских h.Sas можно посмотреть в Польском гербовнике К.Несецкого (t.2 s.343-344), а также в Польских гербовниках А.Бонецкого, А.Знамеровского, Т.Гайла, А.Бжезна — Виняровского и в списке «Дворянские роды, утверждённые в Царстве Польском в 1836—1867 гг.»